# Kasteel van Beauregard (Cellettes)
Het Kasteel van Beauregard (Frans: Château de Beauregard) is een kasteel bij Cellettes in het departement Loir-et-Cher, in de Loire-streek in het midden in Frankrijk tien kilometer ten zuiden van Blois. Het is een van de kastelen van de Loire.
Opmerkelijk is La galerie des portraits, een zaal waarvan de vier muren behangen zijn met 327 portretten van historische figuren (Frans en internationaal) die hebben bijgedragen tot de geschiedenis van Frankrijk tussen 1328 en 1643.

## Geschiedenis
Het kasteel is gelegen aan de rand van het woud van Russy.
In het park kan men er nog steeds de ruïnes bezoeken van een meer dan 500 jaar oude kapel. De in steen gegraveerde schelp, die symbool staat voor de pelgrims van Santiago de Compostella, en de strijdkreet van de kruisvaarders “ Dieu le Volt”- “God wil het “- zijn er nog steeds te bezichtigen.
Het oorspronkelijke landhuis werd gebouwd op het einde van de 15e eeuw door de familie Doulcet. Jean Doulcet was bewaarder van de schatkist van hertog Karel van Orléans. In 1495 verhief Louis van Orléans (later Lodewijk XII) de grond van Beauregard tot de heerlijkheid en werd bij edict de bouw van een duiventil mogelijk gemaakt.
De zoon van Jean Doulcet, François, was bewaarder van de schatkist van Lodewijk XII. Deze functie werd hem ontnomen nadat hij geld had afgetroggeld van de gemeente Couronne tijdens de veldtochten in Italië. Hij nam gedurende die periode ook Beauregard in beslag en integreerde het in het koninklijk domein.
Frans I schonk het kasteel in 1521 aan zijn oom René de Savoie. Hij had het tot dan enkel gebruikt als ontmoetingsplaats voor de jacht. De Savoie zelf stierf in 1525 bij de slag bij Pavia. Hij liet het domein na aan zijn weduwe.
In 1545 werd het Kasteel van Beauregard voor 2000 kronen opgekocht door Jean du Thier. Du Thier was staatssecretaris van Financiën onder Hendrik II en eveneens een groot humanist en beschermer van de dichters Joachim du Bellay en Pierre de Ronsard.
Jean du Thier was eigenlijk de echte bouwmeester van het kasteel. Hij nam het oude huis op in het nieuwe gebouw en zorgde voor de aanleg van de centrale zuilengang, die de twee bewoonde hoofdgebouwen met elkaar verbond. Wie de architect was, is tot op heden onbekend gebleven. Voor de versiering van het interieur deed Jean du Thier vanaf 1553 een beroep op een aantal buitenlandse kunstenaars die toen in dienst waren van koning Hendrik II. De schilder Niccolò dell'Abbate bracht fresco’s aan in de noordvleugel van het kasteel, die eerder (in de 16e eeuw) door een brand was verwoest.
De koninklijke houtsnijkunstenaar Francisque Scibec de Carpi beeldhouwde de lambrisering van de werkkamer, ‘le Cabinet des Grelots’. Aan de voet van de ramen van de zuidelijke vleugel legde Jean du Thier, strikt volgens de regels, een typische renaissancetuin aan. Hij zorgde eveneens voor een collectie zeldzame planten die voldeed aan de smaak van de eigenaar.
Het kasteel werd beschreven en getekend in het werk van Androuet du Cerceau, « Des plus excellents bâtiments de France Second Volume (1579) ».
In 1566 nam Florimond Robertet het Kasteel van Beauregard over. Na de dood van Jean du Thier in 1559 had Catharina de' Medici hem tot staatssecretaris van Financiën benoemd. Florimond Robertet veranderde niets aan het Kasteel van Beauregard omdat hij de handen vol had met de bouw van zijn eigen kasteel, het kasteel van Bury.
In 1617 verkochten de erfgenamen van Florimond Robertet het Kasteel van Beauregard aan Paul Ardier. Na 55 jaar dienst aan het hof van Hendrik III, Hendrik IV en Lodewijk XIII, besloot de nieuwe eigenaar afstand te doen van zijn functie aan het hof.
Paul Ardier was controleur-generaal van Oorlog en de grootbewaarder van de Schatkist. Ardier was reeds 72 jaar oud toen hij zich wijdde aan de verfraaiing van zijn nieuwe domein. Hij brak het oude woongedeelte af en liet rond de centrale galerij twee moderne, symmetrische vleugels optrekken. Ook gaf hij de bijgebouwen hun huidige vorm. De belangrijkste realisatie van Paul Ardier was echter de decoratie van de Galerie des Portraits, waaraan ook de twee volgende generaties zich hebben gewijd. Zijn zoon, eveneens Paul Ardier genaamd en de echtgenoot van zijn kleindochter, Gaspard de Fieubet volgden zijn werk op. Zoon Ardier was voorzitter van het Rekenhof en Gaspard kanselier van de koningin-moeder Anna Van Oostenrijk. Het land van Beauregard werd opgericht in burggraafschap door Lodewijk XIV.
In 1816 behoorde het domein van Beauregard niet langer tot het erfgoed van Ardier, omdat het verkocht werd aan de burggraaf van Préval.
De gravin van Sainte Aldegonde werd geboren als Adélaide-Joséphine de Bourlon de Chavagne. Als weduwe van de graaf van Castiglione volgde ze hem op in het kasteel.
Haar dochter, Marie-Valentine Joséphine (1820-1891), trouwde in het kasteel met Alexandre-Edmond de Talleyrand-Périgord op 8 oktober 1839. De man was de graaf van Dino en zoon van de graaf van Talleyrand. In 1840 werd Marie-Valentine Joséphine bij hertogelijk besluit minnares van de schatrijke Rus Anatole Demidoff, « prins van San Donato ». Anatole Demidoff was kortstondig de echtgenoot van Mathilde-Laetizia Bonaparte, dochter van prins Jérôme en nicht van Napoleon III.
In 1837 had Virginie de Sainte Aldegonde, hertogin van Mortemart, het kasteel van Meillant (Cher) geërfd van Henriette de Tourzel, hertogin van Charost. Vanaf 1842 liet zij dit kasteel restaureren.
In 1850 werd Jules, graaf van Cholet, de nieuwe eigenaar van het kasteel. Hij vertrouwde de verdere restauratie ervan toe aan Jules de la Morandière en in 1864 werd het als Historisch Monument gerangschikt door Prosper Mérimée. Het kasteel bleef in het bezit van zijn familie gedurende tweeënzestig jaar.
In 1912 begon Louis Thillier een groot project van modernisering en restauratie.
Sinds 1925 behoort het domein toe aan de familie de Gosselin waaruit de gravin van Cheyron du Pavillon afkomstig is. Vandaag de dag zet zij de restauratie van het kasteel en van de portrettengalerij verder.

## Beschrijving
Het centrale gebouw bestaat uit twee galerijverdiepingen: op de gelijkvloerse verdieping bevindt zich een overdekte zuilengang, die uit 7 booggewelven bestaat en op de eerste verdieping bevindt zich nog een overdekte gang. In de 16e eeuw werden de galerijen gebouwd om de twee woongebouwen te verbinden. In de zuidelijke hoek van het kasteel bevindt zich een vleugel die bestaat uit twee verdiepingen waarvan op het dak Italiaanse hoge en rechte schoorstenen lopen, die versierd zijn met leisteen. Je moet je aan de andere kant van het plein een andere vleugel voorstellen. Dat was waarschijnlijk het oorspronkelijke woongedeelte uit de 15e eeuw dat er door Jean du Thier aan toegevoegd werd tijdens de bouw van het kasteel. Deze vleugel, die zichtbaar is op de plannen van Androuet du Cerceau, werd vernield in de 17e eeuw om plaats te maken voor een moderner gebouw dat definitief verdween in de 19e eeuw. De achtergevel die uitgeeft op het park werd aangepast in de 19e eeuw: de kaatsbaan moest verdwijnen om het hoofdgebouw te kunnen uitbreiden. Hierdoor vormen de woonvleugels niet langer een bijbouw en is de achtergevel duidelijk veel groter.

### De “galerie des illustres”
Paul Ardier, die de eigenaar werd van Beauregard in 1617, verwezenlijkte zijn grote droom als historicus in de belangrijkste galerij van het kasteel. Hij vertelt aan de hand van 315 portretten de geschiedenis van Frankrijk.
Al zestig jaar en drie generaties lang wordt het kasteel in de familie doorgegeven om dit uitzonderlijke plekje te voltooien.

#### Voorstelling
De gang op de bel-etage is 26 meter lang en 6 meter breed. De verzameling, die uitgestald staat over de gehele kamer, bevat 327 portretten die afgebeeld zijn op twaalf panelen en op drie verschillende hoogtes hangen.
Elk portret dat op doek geschilderd is meet gemiddeld 55 cm bij 45 cm. Met uitzondering van Hendrik IV van Frankrijk en Lodewijk XIII van Frankrijk zijn alle figuren afgebeeld vanaf hun middel. Het grote ruiterportret van Hendrik IV staat op de schoorsteen, die uit de 16e eeuw dateert.
De portretten van de 14 figuren die hem omringen zijn duidelijk kleiner dan de volledige verzameling.

Het praalportret van Lodewijk XIII behelst de drie hoogtes van de portretten.
Het aantal portretten hangt af van de functie van de koning waarmee ze verbonden zijn. Het bewind van Filips IV bijvoorbeeld telt zes portretten, dat van Karel VII 21 portretten en dat van Lodewijk XIII 40 portretten.
De data van hun regeerperiode, hun embleem en de lijfspreuken van de koningen zijn op het houtwerk geschilderd tussen de vloer en de portretten.

#### Italiaans geïnspireerde portrettengalerijen
De eerste verzamelingen van historische portretten doken voor het eerst op in Italië in de 17e eeuw. Het humanisme zorgde voor een heropleving van de klassieke interesse in mannen die in de loop van de geschiedenis een dominante rol gespeeld hadden. Men was gefascineerd door het leven, de daden maar ook door de karaktertrekken van deze beroemde mensen, die men dan ook zo getrouw mogelijk probeerde weer te geven.
De beroemdste onder deze Italiaanse verzamelingen was die van Paulo Giovio, bisschop van Nocera, in zijn villa aan het Comomeer. Meer dan 240 portretten van politieke en artistieke persoonlijkheden had hij verzameld, wat een enorme weerklank kreeg in Europa. Op vraag van de Medici is een kopie van deze verzameling vandaag te bezichtigen in het Palazzo degli Uffizi in Firenze.
Op het einde van de 16e eeuw kreeg Frankrijk de smaak te pakken voor portrettengalerijen. Die verzamelingen zijn niet meer in het bezit van Frankrijk, ze zijn verkocht of definitief verloren gegaan zoals de galerijen die Hendrik IV uit het Louvre bestelde of degene die Richelieu bestelde voor zijn Palais-Cardinal (het Palais-Royal). Die twee verzamelingen waren een geheel van portretten van politici en waren een voorbode voor het thema dat gekozen werd voor de Galerie des Illustres van het kasteel Beauregard.
De galerij van Beauregard is zeker geen alleenstaand initiatief, ze moet worden opgevat als een onderdeel van een trend.
Deze verzameling heeft zich echter van de andere verzamelingen van die tijd onderscheiden sinds de 17e eeuw. In haar memoires spreekt La Grande Mademoiselle, Anna van Montpensier, vol lof over haar bezoek aan het kasteel in 1655. De grote omvang van het project en de zorg die besteed is aan de uitvoering ervan hebben de galerij beroemd gemaakt van het begin. Ze vormt vandaag nog altijd de belangrijkste verzameling van portretten van historische figuren in heel Europa.
Er is nog een andere portrettengalerij te bezichtigen in Frankrijk met een heel ander thema en een heel andere omvang; ze is gedurende de 17e eeuw verzameld in het Château de Bussy-Rabutin in de Bourgogne. In de 19e eeuw hebben de markiezen van Biencourt een andere verzameling samengesteld in hun Kasteel van Azay-Le Rideau (in het departement Indre-et-Loire), waarvan een deel verkocht werd tijdens een veiling aan een afstammelinge en deze laatste schonk ze aan het museum Condé in Chantilly (in het departement Oise).

#### Ontstaan van de portretten
Tussen 1620 en 1638 bestelde Paul Ardier 327 portretten bij een Parijse schilderschool. Sommige groepen portretten vertonen een eenheid van stijl die doet vermoeden dat ze het werk zijn van dezelfde artiest, maar geen enkel schilderij draagt een handtekening of een teken waaraan je de schilder of de schilderschool kan herkennen die instond voor de bestelling. Volgens de traditie van portretverzamelingen van de Italiaanse renaissance, werd het portret voorgesteld als een waar historisch document. Het onderzoek naar de meest betrouwbare iconografische bronnen was een essentieel aspect in het werk van Paul Ardier en zijn schilders.
De meeste doeken zijn kopieën die gemaakt werden in andere Franse en Europese galerijen. De kopiisten van Paul Ardier werkten in verschillende bestaande verzamelingen zoals die van het kasteel van Selles-sur-Cher, niet ver van Beauregard waar Philippe de Béthune een verzameling historische portretten bewaarde.
In de galerij van Richelieu in het Palais Cardinal werd in 1635 een schilderij van Philippe de Champaigne gekopieerd waarop Lodewijk XIII afgebeeld staat. Je kan er beroemde werken herkennen, zoals Karel VII door Jean Fouquet, Maria de' Medici door Anthony van Dyck of ook de Graaf van Olivares door Velázquez.
Toen er van andere heersers uit lang vervlogen tijden nog geen geschilderde afbeeldingen bestonden, baseerden de leerlingen van schilderscholen zich op medailles en op tekeningen. Daarnaast bestudeerden ze in kerken ook liggende dodenbeelden van overledenen en glasramen.
Naast een grote aandacht voor een getrouwheid aan de fysieke gelijkenis, wordt er ook veel belang gehecht aan een zorgvuldige identificatie van de figuren. In het bovenste deel van elk portret staat de naam en de functie van de beroemde persoon.

#### Het kiezen van de chronologie en de figuren
Paul Ardier stelde zijn collectie samen volgens een onweerlegbare logica. Als staatsman richtte hij zijn werk op de politieke geschiedenis. De ‘Illustres de Beauregard’(de beroemdheden van Beauregard) zijn personen die, door hun handelingen, invloed uitgeoefend hebben op de politieke geschiedenis van het Franse koninkrijk.
De begin- en einddatum van de chronologie waren strikt vastgelegd: ze begint in 1328, wanneer Filips VI van Valois de troon bestijgt en eindigt met de dood van Lodewijk XIII in 1643.
Geografisch gezien, beperkt dit project zich niet enkel tot de interne politiek, ook het Europees beleid van Frankrijk komt aan bod.
Paul Ardier heeft heel lang nagedacht over welke figuren hij zou selecteren. Hij wilde het politieke leven zo compleet en zo correct mogelijk weergeven. De Europese werken die in zijn galerij hangen, maakten het er niet makkelijker op.

#### De Franse en Europese politiek
In 1328 vangt deze Franse geschiedenis aan met de troonsbestijging van Filips VI van Frankrijk als opvolger van de zogenaamde vervloekte koningen, die zo de Valois-dynastie start. Deze datum komt ook overeen met het begin van de Honderdjarige Oorlog. Veertien Franse koningen volgden hem op, omringd door invloedrijke politieke personen van hun tijd. Lodewijk XIII sluit de verzameling af. Hij was de laatste koning die Paul Ardier gekend heeft.
In de loop van dit unieke parcours, herkent men de grote adviseurs en ministers van de koningen van Frankrijk. Op het paneel dat gewijd is aan Lodewijk XIII volgt Jules Mazarin Richelieu op. De grote namen van de oorlog, zoals Bertrand du Guesclin en Jeanne d'Arc, zijn afgebeeld met hun wapenbroeders.
Heel de Europese geschiedenis verliep volgens verbonden en oorlogen. Europese koningen en koninginnen, keizers, pausen, generaals en ministers sieren de galerij. Zo zijn 26 landen voorgesteld op 327 portretten. Eduard III van Engeland is de eerste van de zeven koningen van Engeland die worden weergegeven. Wat wapenfeiten betreft, krijgen hun generaals, zoals le Prince Noir en Talbot een plaats in de galerij. Op de Honderdjarige Oorlog volgden Italiaanse veldtochten. De koningen en hertogen van Napels, Milaan en Firenze vertonen zich dan ook naast Karel VIII, Lodewijk XII en Frans I. De Europese vorsten geven vorm aan drie eeuwen van diplomatieke Franse geschiedenis: van Spanje, Oostenrijk, Hongarije, Zweden,… tot de Turkse sultans, van Murat I tot aan Süleyman I, die getuigen van de kracht van het Ottomaanse Rijk.
Eenentwintig vrouwen zijn in de collectie opgenomen: het betreft koninginnen van Engeland en Spanje, landen waar vrouwen macht konden uitoefenen, en slechts zes koninginnen van Frankrijk. Ze konden zich zelden ontdoen van hun rol als moeder om een echte politieke macht te kunnen uitoefenen. Ze duiken op in de galerij in de rol van koningin-regentes, de enige officiële politieke functie die Franse vrouwen mochten uitoefenen. Men kan Isabelle van Beieren bewonderen die regeerde in de periode dat Karel VI waanzinnig was en ook Catharina de' Medici, Maria de' Medici en Anna van Oostenrijk. Maria Stuart wordt afgebeeld naast haar jonge man, Frans II. Ze wordt herkend als ‘koningin van Frankrijk en Schotland’.

#### Het decor van de kamer
De verzameling portretten zit gevat als in een waar versierd juwelendoosje; het decor van de kamer stemt overeen met de verzameling.

##### Het Delftse aardewerk
Paul Ardier junior leidde de aanleg van 5500 Delfts blauwe tegels, die het plafond van de galerij in het niets doen verdwijnen. In Holland werden Delftse prestigieuze aardewerkbedrijven aangesteld om 150 m² te ontwerpen, waarop een vertrekkensklaar leger met 17 regimentskorpsen, gekleed zoals Lodewijk XIII afgebeeld staat. Dit was in die tijd de enige galerij versierd met Delfts blauwe tegels die gekend was in Europa.

##### Het geschilderde decor
Voor de uitvoering van het geschilderde decor richtten Marie Ardier en haar echtgenoot Gaspard de Fieubet, kleinkinderen van Paul Ardier, zich tot de familie Mosnier. Men kan hun werk bewonderen in het paleis van Luxemburg en het kasteel van Cheverny. Pierre, zoon van Jean Mosnier, gaf de leuzen en de zinnebeelden van de koningen van Frankrijk weer op het houtwerk onder de portretten. De overheersende blauwe kleur van het plafond op Franse wijze verkreeg men dankzij het lapis lazuli-poeder, een van de meest waardevolle edelstenen van het ancien régime. Op dat moment schatte men dat deze steen zeven keer zoveel waard was als goud.

#### De collectie door de eeuwen heen
Paul Ardier junior zette het reeds begonnen werk voort in de galerij. Hij decoreerde een aangrenzende kunstgalerij met kunst uit de tijd van Lodewijk XIV, maar van die collectie is niets bewaard gebleven. Enkel het kroonwerk van het plafond dateert uit de tijd van de Zonnekoning en draagt nog altijd zijn naam.
Dankzij de zorgzaamheid van de verschillende kasteeleigenaren en de bekendheid van de galerij is de belangrijkste collectie goed bewaard gebleven.
In 1834 richtte Lodewijk Filips I in Versailles een historisch museum op "opgedragen aan alle Franse glories". Op zijn vraag werden 89 schilderijen gekopieerd in de galerij Beauregard om de verzameling van het museum van de Franse overwinningen te verrijken.
De restauratie van alle schilderijen begon in 1986 en is nu nog altijd bezig.

### Het belletjeskantoor
Deze kleine kamer die volledig gemaakt is uit hout sluit aan bij de Italiaanse studiolotraditie. Oorspronkelijk verbond een deurtje uit de 17e eeuw, wanneer de volledige collectie schilderijen werd opgehangen, de werkruimte met de galerij.
Jean Du Thier gebood de meubelwerker Francisque Scibec de Carpi de lambriseerwerken in zijn werkruimte uit te voeren. Deze Italiaanse kunstenaar werkte ook aan het kasteel van Fontainebleau in opdracht van Frans I, aan het Louvre in opdracht van Hendrik II en aan het kasteel Anet voor Diana van Poitiers. De opdracht werd in 1554 gegeven, maar het kostenplaatje bleef een geheim. De lambriseerwerken duurden slecht zes maanden.
Het stevig gebouwde cassetteplafond staat bekend als een van de mooiste van Frankrijk. Het bestaat uit een grote achthoek omgeven door acht minutieus gehouwen zeshoeken. In het midden van het plafond staat het wapenschild van Jean Du Thier afgebeeld: “d’azur à trois grelots posés deux sur un” (drie gouden belletjes op een azuurblauwe achtergrond).
Jean Du Thier gaf inderdaad de opdracht om een heel persoonlijk decor te maken. De voorwerpen die op zijn wapenschild afgebeeld staan, zijn de voornaamste versieringen in de kamer. De friezen bestaan uit belletjes en versieren alle muren, vandaar de bijnaam van de werkruimte.
In het bovenste gedeelte van het houtwerk maakten lokale kunstenaars schilderijen die gebaseerd zijn op schilderijen van Niccolò dell'Abbate. Alle favoriete bezigheden van Jean Du Thier kregen een plaats in zijn kantoor, zowel artistieke (schilderkunst, beeldhouwkunst, literatuur, muziek en zilverwerk) als meer fysieke disciplines (oorlog, jacht en kaatsen).
In de 17e eeuw heeft Paul Ardier de oorspronkelijke schoorsteen laten bekisten. De wapenschilden van zijn familie versieren de stijlen.
Een schilderij van Lodewijk XIII te paard verfraaide de schoorsteen tot het begin van de 20e eeuw. Om de verdwijning van het doek in 1925 te verdoezelen had de familie Gosselin een kopie van de Diane Chasseresse van François Clouet besteld bij het Louvre.

## Het park

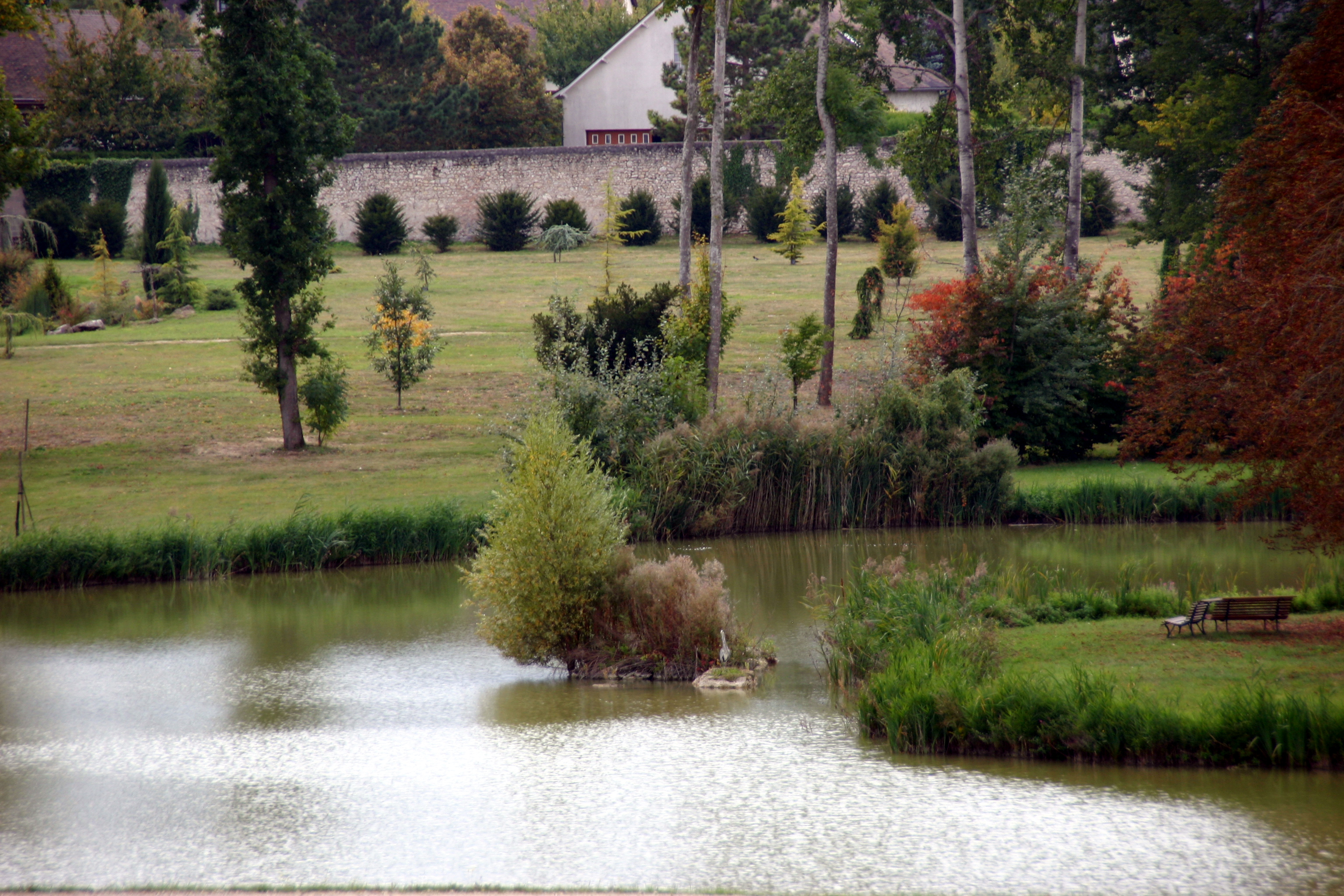
Het park van het kasteel

Het omheinde park van het kasteel strekt zich uit over een gebied van 70 hectare, waarvan 40 hectare voorbehouden zijn aan de siertuin. De rest van het domein bestaat uit bos.

### Geschiedenis
De geschiedenis van het kasteel gaat terug tot 1545, toen Jean du Thier het grondgebied van Beauregard kocht.

### Renaissance
Het kasteel van Jean du Thier was een plaats van plezier. De woning stond gedraaid in de richting van de tuinen. In 1551 gaf Hendrik II 1500 bomen uit zijn Koninklijke tuinen (eiken, olmen, beuken, hulsten en notelaren) aan zijn vriend, de minister.
Jean du Thier stond bij zijn tijdgenoten bekend als een liefhebber en verzamelaar van zeldzame planten. De tuin werd in de 16e eeuw geëerd door Androuet du Cerceau, die er vol lof over sprak. In zijn boek “Des plus excellens bâtimets de France” besteedde hij drie hoofdstukken aan het kasteel en het park. Het belangrijkste paviljoen van de woning kwam uit op een strak ingericht bloemenbed. Er stonden verschillende soorten zeldzame planten in de geometrische tuin. De tuin was volledig aangelegd in de stijl van de Renaissance: bomengalerijen die begrensd werden door kleine tempels, een fontein en centraal buxusplanten om de bloembedden af te bakenen.
De tuin van Beauregard had een nuttige functie. Plannen van de 17e en 18e eeuw tonen aan dat er fruitbomen (kerselaars, pruimelaars, amandelbomen en notenbomen) in de tuin stonden sinds de komst van Jean du Thier. Grote wijngaarden werden ingeplant langs de zuidkant van de woning. De moestuin lag aan het einde van het park, op de plaats waar nu de “Tuin des Portraits” ligt. Het geheel was versierd met architecturale hoogstandjes en tuinpaden die het mogelijk maakten om makkelijk en plezierig door de tuinen te dwalen.

### Vroegmoderne tijd
In 1617 kwam het kasteel in handen van de familie Ardier terecht. Paul Ardier concentreerde zich vooral op de binnenhuisdecoratie.
Dat betekende natuurlijk niet dat hij het park verwaarloosde. Twee jaar nadat hij zich in het kasteel had geïnstalleerd, in 1619 dus, liet hij het park omheinen door muren. Hij kocht nieuwe gronden aan en hiermee veranderde hij heel extreem de omgeving van het kasteel. Op de plannen van Androuet du Cerceau is te zien dat de ingang van het kasteel aan de oostkant van het kasteel was gelegen. Ardier is verantwoordelijk voor het nieuwe tuinpad dat centraal door de galerij loopt. Langs deze actuele hoofdweg werden fruitbomen geplant.
De omheinde tuin van Jean du Thier werd behouden, maar lichtjes aangepast aan de nieuwe mode op gebied van Franse tuinen.
Documenten van 1661 tonen aan dat er op het domein een gebouw stond dat voorbehouden was aan sinaasappelbomen en in 1718 werd een breed complex gebouwd, waar nu nog slecht de helft van bestaat. Een inventaris die in het begin van de 18e eeuw werd opgesteld, informeert dat er 74 sinaasappelbomen en citroenbomen op het domein stonden. Dit getuigt duidelijk van de grote liefde die de heren van Beauregard hadden voor hun sinaasappelboomgaard.

### De 19e eeuw
Op het einde van de 18e eeuw werden de landschapachtige tuinen mode in Frankrijk. In Engeland waren de grondbezitters zeer enthousiast over deze landschapachtige tuinen die het natuurlijke aspect van de parken behouden. In Frankrijk is een van de meest geslaagde tuinen in deze stijl de Petit Trianon, die in Versailles gecreëerd waren voor koningin Marie Antoinette. Tijdens de 18e eeuw verschijnen in Frankrijk nieuwe soorten die tot dan toe onbekend waren en de wetenschappelijke expedities uit Noord-Amerika en het Midden-Oosten met zich meebrengen.
Een aantal van deze zeldzame soorten verrijkten de tuinen van Beauregard zoals het cederhout uit Libanon, de tulpenboom van Virginie of de magnolia grandiflora (een boomsoort uit de tulpenboomfamilie).
De maker van het Engelse park aan het kasteel van Beauregard is jammer genoeg niet bekend. Tijdens de 18e eeuw of tijdens het Keizerrijk vervangt de Engelse tuin de typische Franse tuin.

#### De renovatie van de 20e eeuw
Het park werd in 1992 opgenomen in de inventaris van de historische Monumenten. Restauratiewerken waren dus noodzakelijk. De tuinen van Beauregard, die geïnspireerd zijn op een project van Gilles Clément, bevestigen de bezorgdheid om een band te waarborgen tussen de voorbije eeuwen en de moderne tijd. De verschillende collecties bomen en planten (eiken, cederbomen, bamboes, decoratieve schorsen) zijn de directe overblijfselen van de botanische smaak van Jean du Thier. De tuin van de Portretten of de recente renovatie van de ijsmachine getuigen van permanente innovaties.
De tuin van de Portretten werd in 1992 gecreëerd door Gilles Clément. Deze tuin bestaat uit 12 tuinen die refereren aan de 12 groepen portretten uit de galerij van het kasteel. Elke tuin of “kamer”, die beschermd is door hoge plantenmuren, is een variatie van een dominante kleur en een landschapachtige creatie. Meer dan 400 soorten sterke planten en struiken groeien er ongeremd. De kleur van de kamers kan geassocieerd worden met een personage of gebeurtenis waarover in de grote galerij van het kasteel verteld wordt. Een van de rode kamers kan bijvoorbeeld geassocieerd worden met het bloed dat vergoten werd tijdens de Bartholomeusnacht.
De ijskelder van het kasteel werd tijdens de winter van 2007/2008 gerenoveerd. Ze dateert uit de 17e eeuw en getuigt van een technisch erfgoed dat miskend is bij het grote publiek. Deze gebouwen werden ontworpen om het ijs het hele jaar door op te slaan en te bewaren.
Het park geniet van het label “Opmerkelijke tuin”.